# Karin II ibn Surkhab
Karin II ibn Surkhab ibn Shariyar III es pot considerar el fundador d'una segona branca (els ishpabadiya) de ispahbads bawàndides del Tabaristan. El seu origen és relativament incert, ja que fou net probablement de Shahriyar III (mort l'any 1000) i el nom del seu pare era Surkhab.
Fou vassall dels seljúcides. Portava el títol d'ispahbad i rei de Mazanderan (Esfahbaḏ-e Esfahbaḏān, Malek-e Māzandarān) i era xiïta.
El va succeir el seu fill Shahriyar V ibn Karin Husam al Dawla.